# Jan Osička
Jan Osička (* 1985) je český politolog, publicista, vysokoškolský pedagog a expert v oblasti energetické bezpečnosti. 

## Život
Narodil se v roce 1985. V roce 2010 získal magisterský titul v oboru mezinárodní vztahy na Fakultě sociálních studií Masarykovy univerzity. O rok později začal pracovat jako vyučující na Katedře mezinárodních vztahů a evropských studií na téže fakultě a také jako výzkumný pracovník Mezinárodního politologického ústavu. V roce 2014 získal doktorský titul v oboru mezinárodní teritoriální studia a již v roce 2018 se poté habilitoval v oboru politologie.
Tematicky se zaměřuje na oblast energetiky, energetické bezpečnosti a s ní souvisejících politických otázek. V souvislosti se svým odborným zaměřením se opakovaně vyjadřoval v různých médiích.